# Кочетков, Павел Васильевич
Павел Васильевич Кочетков (12 июля 1903 года, пос. Даниловское, ныне Рязанская область — 28 января 1972 года, Москва) — советский военный деятель, член Военного Совета Волховского фронта, генерал-лейтенант интендантской службы (9 мая 1961 года).

## Биография
Павел Васильевич Кочетков родился 12 июля 1903 года в посёлке Даниловское Рязанской области.
Член ВКП(б) с 1921 года.
Участник Великой Отечественной войны с 28 ноября 1941 года.
Павел Васильевич Кочетков со дня организации Волховского фронта в начале был членом Военного Совета по тылу 2 Ударной армии, а затем членом военного совета по тылу фронта. Командование отмечало, что он своей энергичной и умелой работой много сделал для организации тыла.
6 декабря 1942 года постановлением СНК СССР получил повышение в звании до генерал-майора интендантской службы.
За проявленный профессионализм в работе Павел Васильевич Кочетков указом Президиума ВС СССР 21 февраля 1944 года награждён орденом Ленина.
15 июля 1944 года награждён медалью «За оборону Москвы».
9 мая 1945 года награждён медалью «За победу над Германией в Великой Отечественной войне 1941—1945 гг.»
20 апреля 1953 года награждён медалью За боевые заслуги.
Скончался 28 января 1972 года. Похоронен на Введенском кладбище в Москве.

## Воинские звания
- Полковой комиссар (25.12.1941);
- Бригадный комиссар (11.02.1942—23.04.1942);
- Генерал-майор интендантской службы (06.12.1942);
- Генерал-лейтенант интендантской службы (09.05.1961).

## Награды
- Орден Ленина (21.02.1944);
- Медаль «За боевые заслуги» (20.04.1953);
- Медаль «За оборону Москвы» (15.07.1944);
- Медаль «За оборону Ленинграда» (02.07.1943);
- Медаль «За победу над Германией в Великой Отечественной войне 1941—1945 гг.» (09.05.1945).